# Acústico em Trancoso
Acústico em Trancoso é o quinto álbum ao vivo e filme-concerto da artista musical brasileira Ivete Sangalo, gravado em formato acústico durante duas apresentações no Teatro L'Occitane, em Trancoso, distrito de Porto Seguro, na Bahia, nos dias 8 e 9 de abril de 2016. O álbum e o filme foram lançados simultaneamente em 29 de julho de 2016 pela Universal Music nos formatos de DVD, CD duplo dividido em dois volumes e em download digital. O projeto conta com a participação dos cantores Luan Santana, Vitin da banda Onze:20, Hélio do Ponto de Equilíbrio e os cantores mirins, ex-participantes da primeira temporada do The Voice Kids Brasil, Julie de Assis, Luiza Proechet, Robert Lucas, Luna Bandeira, Pérola Crepaldi e Daniel Henrique.
O repertório do projeto é o primeiro que sofre drásticas mudanças em relação aos outros projetos ao vivo, excluindo, inclusive, os sucessos "Sorte Grande" e "Festa" que estiveram presentes em todos os álbuns ao vivo cantora, e dando lugar a canções nunca gravadas antes em seus DVDs e sucessos mais românticos. O material deu origem à Turnê Acústico em Trancoso.

## Singles
O primeiro single oficial do álbum foi a canção "Mais e Mais", lançada nas rádios e em todas as plataformas digitais no dia 06 de julho de 2016.
O segundo single oficial do álbum foi a canção "Zero a Dez", com participação de Luan Santana, foi lançada nas rádios e em todas as plataformas digitais no dia 14 de setembro de 2016.

### Outras canções
"O Farol", composta por Ramón Cruz, foi incluída no projeto, embora tenha sido lançado como single do álbum O Carnaval de Ivete Sangalo previamente em 11 de dezembro de 2015 e incluída na trilha sonora da telenovela Haja Coração como tema de abertura. No dia 21 de dezembro de 2015, Ivete lançou o videoclipe da música na sua página oficial do Facebook, na plataforma de 360º. A faixa foi trabalhada como música do Carnaval de 2016.

## Recepção

### Crítica
| Críticas profissionais | Críticas profissionais |
| Avaliações da crítica  | Avaliações da crítica  |
| Fonte                  | Avaliação              |
| ---------------------- | ---------------------- |
| Diário de Pernambuco   | Positivo               |
| O Globo                | Regular                |

Silvio Essinger do O Globo classificou o álbum como regular. De acordo com o Essinger, Ivete não sossega e "não dá para evitar um certo cansaço." O crítico definiu a reta final do álbum como funks lincolnolivettianos (em referência às produções de Lincoln Olivetti), contraindicando para quem tem problemas de fôlego.

### Comercial
O álbum estreou em primeiro lugar na iTunes Store Brasil, entrando também entre os cinco mais vendidos nas lojas em Portugal e na Argentina. O DVD debutou em primeiro lugar no ranking ABPD Top DVDs, permanecendo na posição por oito semanas consecutivas. O CD "Parte 01" debutou em primeiro lugar no ranking ABPD Top Álbuns, permanecendo na posição por quatro semanas consecutivas, enquanto a "Parte 02" permaneceu em segundo lugar durante a mesma quantidade de semanas. O DVD foi lançado numa tiragem inicial de 50 mil cópias, enquanto os dois CDs foram lançados com tiragens de 25 mil cópias cada. Já vendeu mais de 50 mil cópias no ITunes e já e certificado de Ouro. Além disso o DVD/CD alcançou o topo do ITunes no Brasil (1) em Portugal (2) na Argentina (3) na Itália e em outros países. Foi o álbum mais vendido do ano de 2016 no Brasil de acordo com a tabela feita pela ABPD que analisa os álbuns mais vendidos de forma física e  digital no país. O álbum já vendeu cerca de 180 mil cópias.

## Lista de faixas
Áudio
| Acústico em Trancoso – Download digital | |                                                                   |         |  |
| N.º                                     | Título | Compositor(es)                                                    | Duração |  |
| 1.                                      | "Cadê Você?" | Márcio Brasil                                                     | 4:22    |  |
| 2.                                      | "Cena de Amor" | Duller Fabio Alcântara Magary Lord                                | 3:00    |  |
| 3.                                      | "Bug, Bug, Bye, Bye" | Chiclete Augusto Conceição Rayala                                 | 3:39    |  |
| 4.                                      | "O Doce" | Gigi Felipe Escandurras                                           | 3:37    |  |
| 5.                                      | "Eh! Maravilha" | Gigi                                                              | 3:25    |  |
| 6.                                      | "Seus Planos" | Ivete Sangalo Gigi                                                | 3:14    |  |
| 7.                                      | "Não Precisa Mudar" | Saulo Fernandes Gigi                                              | 3:12    |  |
| 8.                                      | "A Lua Q Eu T Dei" (participação de Julie de Assis, Luiza Proechet, Robert Lucas, Luna Bandeira, Pérola Crepaldi e Daniel Henrique) | Herbert Vianna                                                    | 4:56    |  |
| 9.                                      | "Em Mim, Em Você" | Ivete Sangalo Gigi                                                | 3:24    |  |
| 10.                                     | "Se Eu Não Te Amasse Tanto Assim"                                                                                                   | Herbert Vianna                                                    | 3:40    |  |
| 11.                                     | "Deixo" | Sergio Passos Jorge Papapá                                        | 4:43    |  |
| 12.                                     | "Perto de Mim" (participação de Vitin)                                                                                              | Gigi Ramón Cruz                                                   | 4:19    |  |
| 13.                                     | "Candura" | Max de Castro                                                     | 3:34    |  |
| 14.                                     | "Mais e Mais" | Duane Ivete Sangalo                                               | 3:44    |  |
| 15.                                     | "Verdadeiro Carnaval" | Davi Moraes Quito Ribeiro Pedro Baby Betão Aguiar Ciça Morais     | 3:31    |  |
| 16.                                     | "Na Bahia" | Ivete Sangalo Gigi                                                | 3:49    |  |
| 17.                                     | "Por Causa de Você, Menina" | Jorge Ben                                                         | 3:37    |  |
| 18.                                     | "Completo" | Ivete Sangalo Gigi                                                | 3:44    |  |
| 19.                                     | "Estar com Você" (participação de Helinho)                                                                                          | Helio Bentes Marcio Sampaio                                       | 4:03    |  |
| 20.                                     | "Vale Mais" | Ramón Cruz Ivete Sangalo                                          | 4:20    |  |
| 21.                                     | "Zero a Dez" (participação de Luan Santana)                                                                                         | Diogo Melim Felipe Escandurras Gabriel Cantini Gigi Rodrigo Melim | 3:55    |  |
| 22.                                     | "Mesma Sintonia" | Guga Fernandes Gigi                                               | 3:08    |  |
| 23.                                     | "O Melhor pra Mim" | Ivete Sangalo Dudu Falcão Mú Carvalho                             | 2:57    |  |
| 24.                                     | "O Farol" | Ramón Cruz                                                        | 3:48    |  |
| 25.                                     | "Making of Ivete Sangalo Acústico em Trancoso" (vídeo)                                                                              |                                                                   | 7:03    |  |
| Duração total:                          | Duração total: | Duração total:                                                    | 1:29:57 |  |

| Acústico em Trancoso – Parte 01 | |                                    |         |  |
| N.º                             | Título | Compositor(es)                     | Duração |  |
| 1.                              | "Cadê Você?" | Márcio Brasil                      | 4:22    |  |
| 2.                              | "Cena de Amor" | Duller Fabio Alcântara Magary Lord | 3:00    |  |
| 3.                              | "Bug, Bug, Bye, Bye" | Chiclete Augusto Conceição Rayala  | 3:39    |  |
| 4.                              | "O Doce" | Gigi Felipe Escandurras            | 3:37    |  |
| 5.                              | "Eh! Maravilha" | Gigi                               | 3:25    |  |
| 6.                              | "Seus Planos" | Ivete Sangalo Gigi                 | 3:14    |  |
| 7.                              | "Não Precisa Mudar" | Saulo Fernandes Gigi               | 3:12    |  |
| 8.                              | "A Lua Q Eu T Dei" (participação de Julie de Assis, Luiza Proechet, Robert Lucas, Luna Bandeira, Pérola Crepaldi e Daniel Henrique) | Herbert Vianna                     | 4:56    |  |
| 9.                              | "Em Mim, Em Você" | Ivete Sangalo Gigi                 | 3:24    |  |
| 10.                             | "Se Eu Não Te Amasse Tanto Assim"                                                                                                   | Herbert Vianna                     | 3:40    |  |
| 11.                             | "Deixo" | Sergio Passos Jorge Papapá         | 4:43    |  |
| 12.                             | "Perto de Mim" (participação de Vitin)                                                                                              | Gigi Ramón Cruz                    | 4:19    |  |
| Duração total:                  | Duração total: | Duração total:                     | 39:28   |  |

| Acústico em Trancoso – Parte 01 (faixa bônus do CD) |                                    |                |         |  |
| N.º                                                 | Título                             | Compositor(es) | Duração |  |
| 13.                                                 | "Segredo" (participação de Djavan) | Djavan         | 3:37    |  |

| Acústico em Trancoso – Parte 02 |                                             |                                                                   |         |  |
| N.º                             | Título                                      | Compositor(es)                                                    | Duração |  |
| 1.                              | "Candura"                                   | Max de Castro                                                     | 3:34    |  |
| 2.                              | "Mais e Mais"                               | Duane Ivete Sangalo                                               | 3:44    |  |
| 3.                              | "Verdadeiro Carnaval"                       | Davi Moraes Quito Ribeiro Pedro Baby Betão Aguiar Ciça Morais     | 3:31    |  |
| 4.                              | "Na Bahia"                                  | Ivete Sangalo Gigi                                                | 3:49    |  |
| 5.                              | "Por Causa de Você, Menina"                 | Jorge Ben                                                         | 3:37    |  |
| 6.                              | "Completo"                                  | Ivete Sangalo Gigi                                                | 3:44    |  |
| 7.                              | "Estar com Você" (participação de Helinho)  | Helio Bentes Marcio Sampaio                                       | 4:03    |  |
| 8.                              | "Vale Mais"                                 | Ramón Cruz Ivete Sangalo                                          | 4:20    |  |
| 9.                              | "Zero a Dez" (participação de Luan Santana) | Diogo Melim Felipe Escandurras Gabriel Cantini Gigi Rodrigo Melim | 3:55    |  |
| 10.                             | "Mesma Sintonia"                            | Guga Fernandes Gigi                                               | 3:08    |  |
| 11.                             | "O Melhor pra Mim"                          | Ivete Sangalo Dudu Falcão Mú Carvalho                             | 2:57    |  |
| 12.                             | "O Farol"                                   | Ramón Cruz                                                        | 3:48    |  |
| Duração total:                  | Duração total:                              | Duração total:                                                    | 41:30   |  |

Vídeo
| Acústico em Trancoso – DVD | |                                                                    |         |  |
| N.º                        | Título | Compositor(es)                                                     | Duração |  |
| 1.                         | "A Presença do Mar" (Instrumental)                                                                                                  | Mestrinho do Acordeon                                              |         |  |
| 2.                         | "Cadê Você?" | Márcio Brasil                                                      |         |  |
| 3.                         | "Cena de Amor" | Duller Fabio Alcântara Magary Lord                                 |         |  |
| 4.                         | "Bug, Bug, Bye, Bye" | Chiclete Augusto Conceição Rayala                                  |         |  |
| 5.                         | "O Doce" | Gigi Felipe Escandurras                                            |         |  |
| 6.                         | "Eh! Maravilha" | Gigi                                                               |         |  |
| 7.                         | "Não Precisa Mudar" | Saulo Fernandes Gigi                                               |         |  |
| 8.                         | "Seus Planos" | Ivete Sangalo Gigi                                                 |         |  |
| 9.                         | "A Lua Q Eu T Dei" (participação de Julie de Assis, Luiza Proechet, Robert Lucas, Luna Bandeira, Pérola Crepaldi e Daniel Henrique) | Herbert Vianna                                                     |         |  |
| 10.                        | "Em Mim, Em Você" | Ivete Sangalo Gigi                                                 |         |  |
| 11.                        | "Se Eu Não Te Amasse Tanto Assim"                                                                                                   | Herbert Vianna                                                     |         |  |
| 12.                        | "Deixo" | Sergio Passos Jorge Papapá                                         |         |  |
| 13.                        | "Perto de Mim" (participação de Vitin)                                                                                              | Gigi Ramón Cruz                                                    |         |  |
| 14.                        | "Candura" | Max de Castro                                                      |         |  |
| 15.                        | "Mais e Mais" | Duane Ivete Sangalo                                                |         |  |
| 16.                        | "Verdadeiro Carnaval" | Davi Moraes Quito Ribeiro Pedro Baby Betão Aguiar Ciça Morais      |         |  |
| 17.                        | "Na Bahia" | Ivete Sangalo Gigi                                                 |         |  |
| 18.                        | "Por Causa de Você, Menina" | Jorge Ben                                                          |         |  |
| 19.                        | "Completo" | Gigi                                                               |         |  |
| 20.                        | "Estar com Você" (participação de Helinho)                                                                                          | Helio Bentes Marcio Sampaio                                        |         |  |
| 21.                        | "Vale Mais" | Ramón Cruz Ivete Sangalo                                           |         |  |
| 22.                        | "Zero a Dez" (participação de Luan Santana)                                                                                         | Diogo Melim Felipe Escandurras Gabriel Cantinih Gigi Rodrigo Melim |         |  |
| 23.                        | "Mesma Sintonia" | Guga Fernandes Gigi                                                |         |  |
| 24.                        | "O Melhor pra Mim" | Ivete Sangalo Dudu Falcão Mú Carvalho                              |         |  |
| 25.                        | "O Farol" | Ramón Cruz                                                         |         |  |

## Extended play (EP)
Acústico em Trancoso EP é um extended play (EP) da cantora brasileira Ivete Sangalo lançado como forma de suporte à divulgação do álbum do mesmo nome. Foi lançado no Spotify em 15 de julho de 2016 pela Universal Music. Em 16 de julho de 2016, foi lançado uma edição diferente do EP exclusivamente na Bradesco Music.

### Lista de faixas
| Acústico em Trancoso EP – Edição Spotify |                |                            |         |  |
| N.º                                      | Título         | Compositor(es)             | Duração |  |
| 1.                                       | "Cadê Você?"   | Márcio Brasil              | 4:22    |  |
| 2.                                       | "Seus Planos"  | Ivete Sangalo Gigi         | 3:14    |  |
| 3.                                       | "Deixo"        | Sergio Passos Jorge Papapá | 4:44    |  |
| 4.                                       | "Mais e Mais"  | Duane Ivete Sangalo        | 3:44    |  |
| Duração total:                           | Duração total: | Duração total:             | 15:24   |  |

| Acústico em Trancoso EP – Edição Bradesco Music |                   |                     |         |  |
| N.º                                             | Título            | Compositor(es)      | Duração |  |
| 1.                                              | "Completo"        | Ivete Sangalo Gigi  | 3:44    |  |
| 2.                                              | "Em Mim, Em Você" | Ivete Sangalo Gigi  | 3:24    |  |
| 3.                                              | "Mais e Mais"     | Duane Ivete Sangalo | 3:44    |  |
| Duração total:                                  | Duração total:    | Duração total:      | 10:12   |  |

## Músicos participantes
- Radamés Venâncio: piano, órgão Hammond e piano Rhodes
- Gigi: baixolão
- Leo Brasileiro: violão, cavaquinho e ukulele
- Alexandre Vargas: violão e bandolim
- Diego Freitas e Cleverson Silva: bateria
- Elbermário, Cara de Cobra e Márcio Brasil: percussão
- Júnior Maceió: sax-tenor, alto, barítono e harmônica
- Rudney Machado: trompete e flugel
- Hugo San: trombone
- Mestrinho: acordeom
- Tito Bahiense, Danny Nascimento e Danilo Black: vocais de apoio

### Músicos em "Segredo"
- Radamés Venâncio: produção musical, piano, órgão Hammond e arranjo
- Conrado Goys: guitarra e violão
- Marcelo Mariano: baixo
- Thiago "Big" Rabello: bateria
- Mestrinho: acordeom

### Participações especiais
- Luiza Prochet, Daniel Henrique, Pérola Crepaldi, Luna Bandeira, Julie de Assis e Robert Lucas (The Voice Kids) em "A Lua Que Eu Te Dei"
- Vitin (Onze:20) em "Perto de Mim"
- Luan Santana em "Zero a Dez"
- Helinho (Ponto de Equilíbrio) em "Estar Com Você"
- Djavan em "Segredo"

## Desempenho nas tabelas musicais

### Tabelas semanais
| Parada musical (2016—2017)           | Melhor posição |
| ------------------------------------ | -------------- |
| Brasil (Ranking iTunes Brasil)       | 22             |
| Brasil (ABPD Top Álbuns) (Volume 01) | 1              |
| Brasil (ABPD Top Álbuns) (Volume 02) | 2              |
| Brasil (ABPD Top DVDs)               | 1              |

## Histórico de lançamento
| Região | Data                | Formato(s)                         | Gravadora       |
| ------ | ------------------- | ---------------------------------- | --------------- |
| Brasil | 15 de julho de 2016 | EP digital (Edição Spotify)        | Universal Music |
| Brasil | 16 de julho de 2016 | EP digital (Edição Bradesco Music) | Universal Music |
| Brasil | 29 de julho de 2016 | CD DVD download digital            | Universal Music |